# ExisTransInter
L'ExisTransInter (Existrans avant 2019) est une manifestation annuelle, « la marche des personnes trans et intersexes et de celles et ceux qui les soutiennent », organisée à Paris depuis 1997. Les revendications concernent les droits trans et intersexes.
Elle est créée par l'Association du syndrome de Benjamin et son organisation est assurée par des cadres inter-associatifs à partir de 2002.

## Historique
En 1997, la première édition de l'Existrans a eu lieu à l'initiative de l'Association du syndrome de Benjamin (ASB),,. Elle réunit une soixantaine de personnes. L'ASB l'organise seule jusqu'en 2002.

En 2002, l'association du syndrome de Benjamin intègre le Collectif Existrans aux côtés du Centre d'aide, de recherche et d'information sur la transsexualité et l'identité de genre (CARITIG) et de Prévention action santé travail pour les transgenres (PASTT). La « marche des transsexuels/les et de ceux qui les soutiennent » est rebaptisée pour sa sixième édition « marche des “trans” et de ceux qui les soutiennent » (les guillemets disparaîtront en 2004). La marche 2002 devait saluer Jeanne d'Arc, « l'une des plus anciennes transsexuelles de l'histoire de France, brûlée parce qu'elle refusait de retirer ses vêtements masculins ». Elle est autorisée par préfecture de police de Paris mais interrompue de façon « musclée » et « injurieuse » par les CRS qui exigent la libération de la chaussée autour de la statue,. Quelques mois auparavant, les trans étaient officiellement associés à la Marche des fiertés parisienne, rebaptisée cette année-là « Marche des fiertés lesbiennes, gaies, bi et trans ».

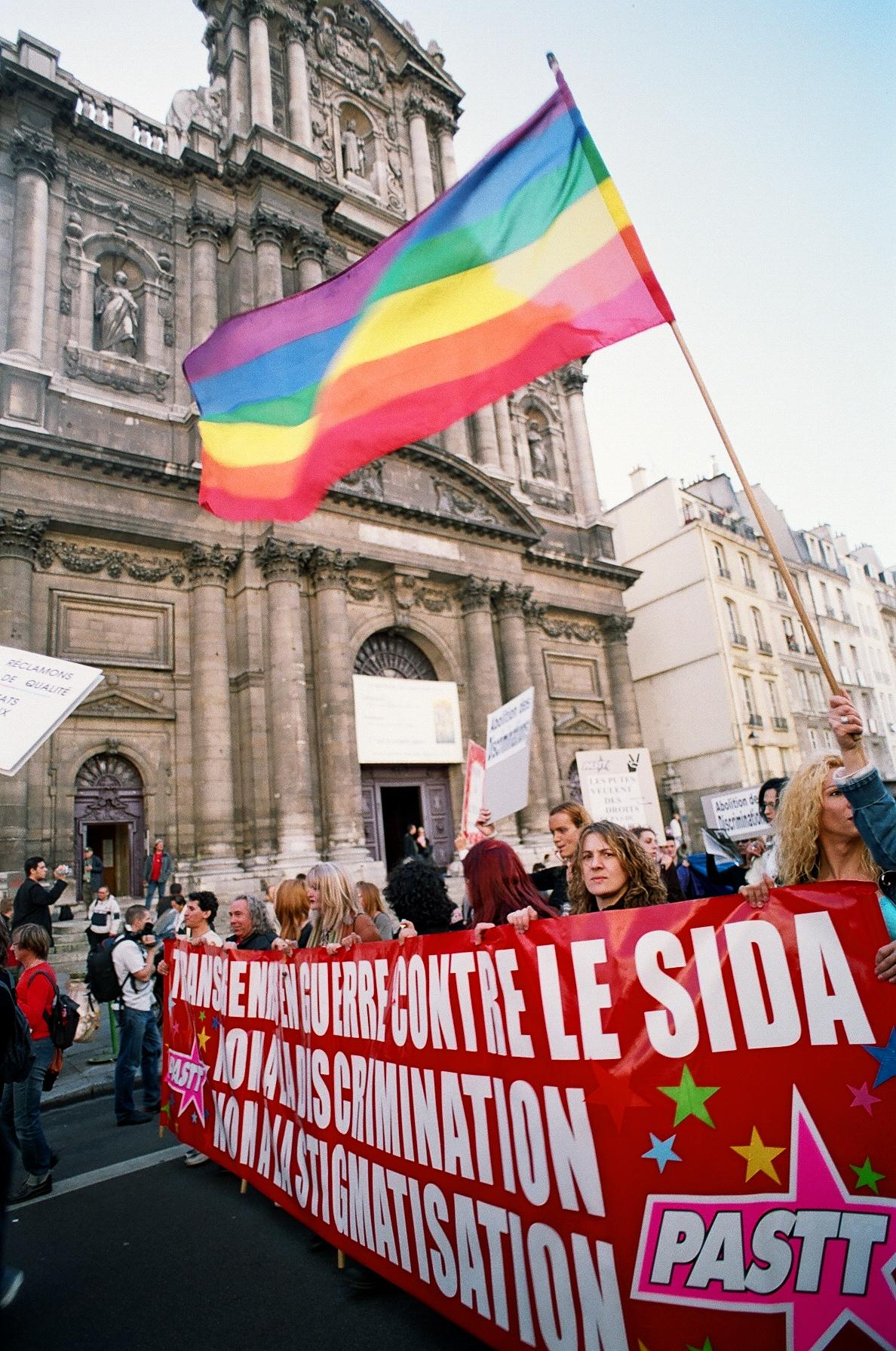
Le PASTT à l'Existrans 2005.

En 2003 et 2004, seules les associations ASB et PASTT organisent la marche,. À partir de 2004, l'événement garde son nom mais perd les guillemets à « trans », devenant la « marche des trans et de ceux qui les soutiennent ». La marche de 2005, organisée par la Coordination Existrans, rassemble un millier de personnes et est pour la première fois relayée dans des médias grand public tels que Libération et France 3.
En 2006, la marche est organisée par la Coordination Existrans, composée des associations ASB, Act Up-Paris, Sans Contrefaçon, Mutatis Mutandis, GAT (Groupe Activiste Trans), Trans Act, C'est pas mon genre et Organisation internationale des intersexes - Europe (OII Europe). L'année suivante, la marche est organisée par le Collectif Existrans, composé de Act Up-Paris, Resistrans, le MAG, les Flamands roses, Les Putes et plusieurs individus. Pour la onzième édition, une semaine de rencontres/débats est organisée et la marche française est jumelée à une marche similaire en Espagne[réf. nécessaire]. La marche inclut pour la première fois les revendications des associations intersexes, en particulier « L’arrêt des assignations hormono-chirurgicales des enfants intersexes »[réf. nécessaire].
En 2008, la marche est organisée par le Collectif Existrans, composé de Resistrans, de l'ASB, de Act Up-Paris, du MAG, et est jumelée avec des marches dans différentes villes d'Europe, comme à Bruxelles, Madrid, Bilbao et Lisbonne[réf. nécessaire]. L'année suivante, elle rassemble entre 500 et 1 500 personnes.
Le 29 avril 2010, le Conseil de l'Europe adopte une résolution afin de garantir le droit des personnes transgenres à obtenir « des documents officiels reflétant l'identité de genre choisie, sans obligation préalable de subir une stérilisation ou d'autres procédures médicales comme une opération de conversion sexuelle ou une thérapie hormonale »,.  Quelques mois plus tard, le ministère de la santé travaille sur un projet de Centre(s) de référence qui devrait changer profondément la manière dont se déroule les parcours de transition de genre en France. Une assemblée générale des associations Trans réunies en avril 2010 à l'initiative d'OUTrans vote la résolution suivante: « Pour mettre en œuvre la dépsychiatrisation des transidentités, la prise en charge de la transition doit exclusivement se fonder sur une déclaration de consentement éclairé sans aucune forme d’évaluation ou de diagnostic ». L'année suivante, la marche réunit environ 2 000 personnes. 
En 2012, les associations soulignent « le petit pas en avant opéré à l'occasion du débat sur la loi concernant le harcèlement sexuel, ayant introduit la transphobie dans le code pénal » mais réclament encore le droit de changer d'état civil sans obligation de stérilisation ni suivi psychiatrique, ainsi que « le libre choix des médecins et le maintien des remboursements des parcours de transition en France et à l'étranger ».
En 2013, la Commission nationale consultative des droits de l’homme préconise une démédicalisation complète et une déjudiciarisation partielle de la procédure de changement d’état civil mais le Sénat refuse de traiter cette question. Au fil du temps, de nombreuses associations non trans (Bi'Cause, HES, le MAG…), se joignent aux participants initiaux de la marche. La presse relaie de plus en plus souvent la marche, recevant parfois des critiques pour leur ignorance du sujet ou la spectacularisation de la transidentité. À la marche de 2013, les associations revendiquent encore « le changement d’état civil libre et gratuit, sans condition médicale, sans homologation par un juge ». En 2014, le site Yagg met en ligne les discours des associations.

En 2015, le groupe PS dépose un projet de loi sur le changement d'état civil et Jean-Luc Romero-Michel dénonce la maltraitance des personnes trans par la société. Des militantes trans, dont Sophie Lichten de l'association Existrans et Karine Espineira, estiment que le projet est bien intentionné mais n'a pas su profiter de l'expertise des associations de terrain, rendant le texte perfectible,. La même année, la Cour européenne des droits de l'homme condamne la Turquie pour avoir conditionné le changement de sexe d'une personne trans à sa stérilisation.

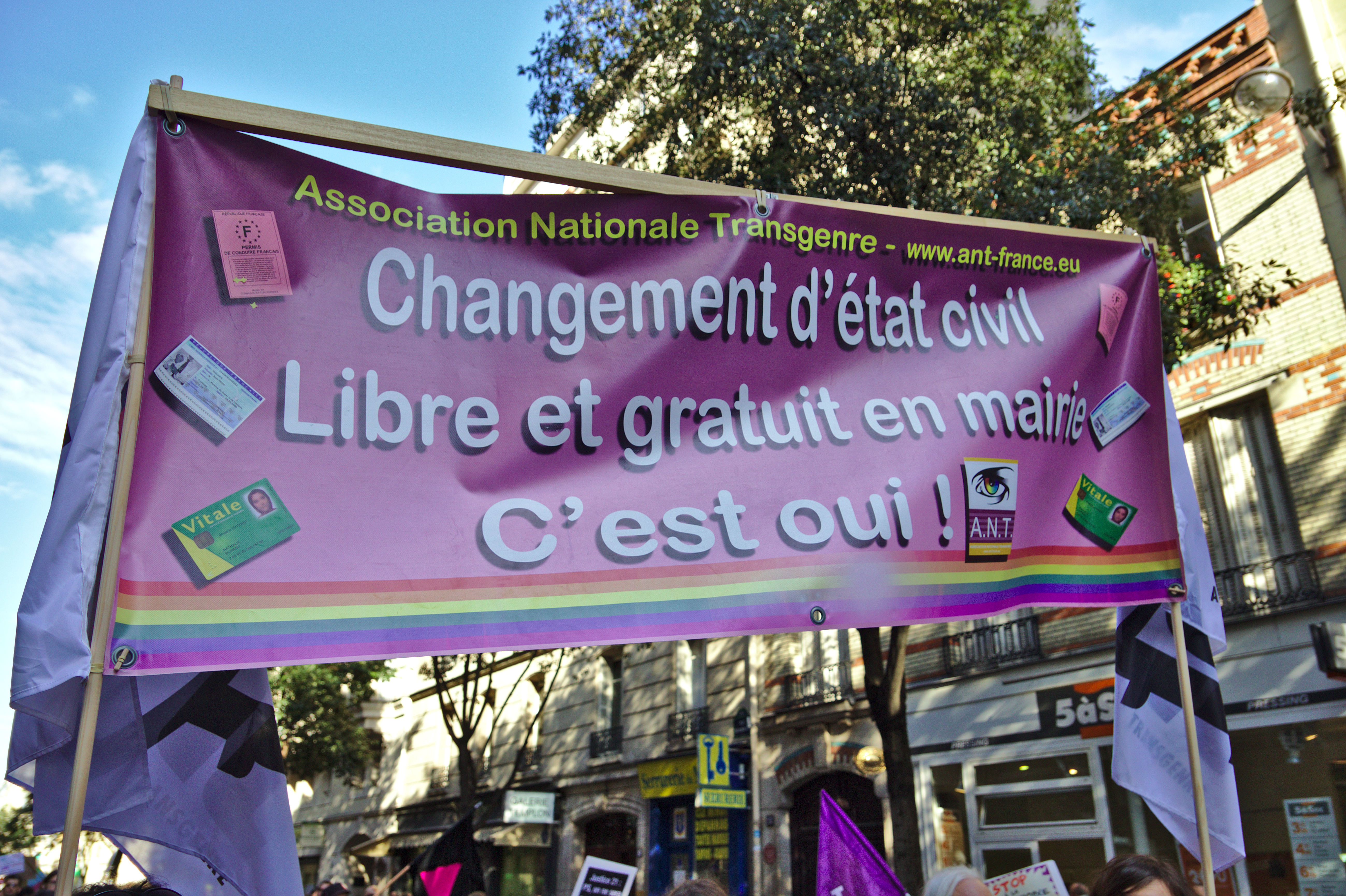
Banderole en 2016.

L'édition 2016 est la vingtième marche Existrans. La loi « Justice du XXIe siècle » qui vient d'être adoptée ne satisfait pas les associations qui regrettent que le changement d'état civil soit encore soumis à la décision d'un juge et exigent « une procédure d’accès rapide, libre et gratuite, en mairie »,,. La présidente de la Fédération LGBT Stéphanie Nicot évoque « la pire loi votée dans un pays d’Europe ». Les associations dénoncent aussi les mutilations subies par les enfants intersexes, comme le Comité contre la torture de l’ONU qui recommande cette année-là à la France « de prendre des mesures législatives, administratives ou autres nécessaires pour garantir le respect de l’intégrité physique des personnes intersexuées ». Le dimanche 16 octobre, lendemain de la marche, La Manif pour tous défile dans Paris.
Le Collectif Existrans refuse la participation de l'association de gendarmes et policiers LGBT Flag ! à la marche de l'Existrans, au motif que FLAG refuse, selon le Collectif, « de condamner explicitement les violences policières subies par les personnes trans, intersexes, et/ou travailleuses du sexe, et/ou racisées et/ou sans-papier ». Cette prise de position ne fait pas l'unanimité parmi les associations LGBTI : l'Association nationale transgenre, la Fédération LGBT et l'association Acthé, notamment, annoncent se retirer de la marche,. La marche se déroule dans le calme et rassemble environ 2 500 participants. Cette année-là, Emmanuel Macron a estimé que « la loi Justice du XXIe siècle a répondu [aux] préoccupations [des trans et intersexes] en allégeant la procédure » du changement d’état civil, mais les associations objectent que la loi « demande encore de justifier de [son] transidentité selon des stéréotypes femme/homme binaires et caricaturaux ». Le collectif dénonce les « pratiques abusives » de la SoFECT, l’association soi-disant « spécialisée dans la prise en charge et la chirurgie du transsexualisme (sic) en France »,,. La Fédération trans et intersexes est créée au début de l’année et veut devenir l’interlocutrice du gouvernement sur ces questions.

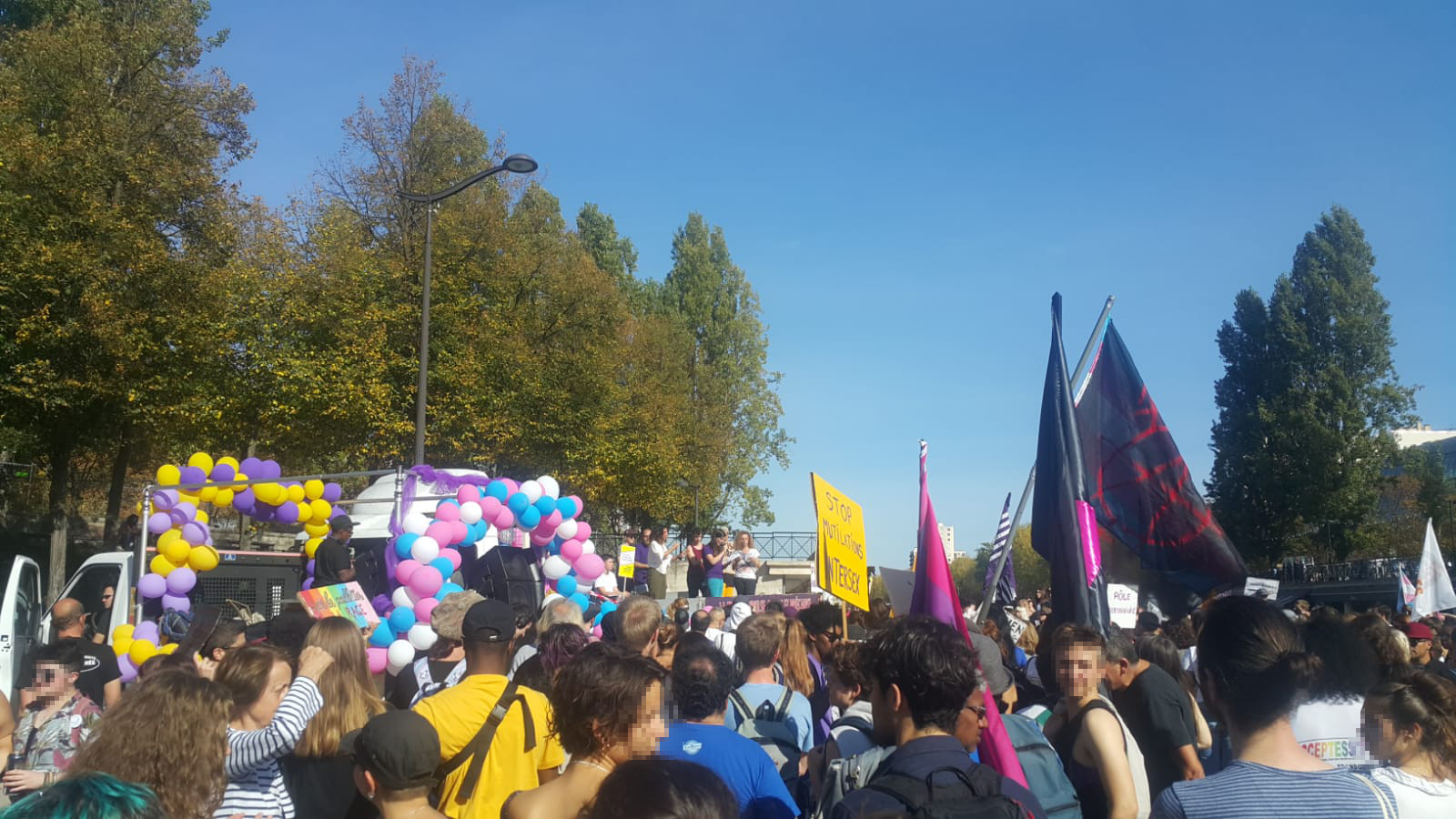
Prise de parole au début de la marche Existrans à Paris en 2018.

En 2018, quelques centaines de personnes marchent de la place de Stalingrad au parvis de l’Hôtel de Ville. Selon le porte parole de la marche du samedi 13 octobre, le mot d'ordre évoque une situation d'urgence : « le meurtre de Vanesa Campos ou la découverte d’une ‘brigade anti-trav à Paris [sont] le fruit d’inactions des politiques publiques et de la précarisation institutionnelle des trans’ ». Le collectif dénonce la loi pénalisant les clients qui précarise davantage les prostituées, mais aussi la loi asile et immigration et revendique la fin de la « psychiatrisation » des parcours trans, et la possibilité de changer d'état civil sur simple déclaration. Un die-in a lieu devant l’hôpital de la Pitié-Salpêtrière pour dénoncer les méthodes de la SoFECT,, après que l'association OUTrans a révélé que des questions sur l'orientation sexuelle, la religion et l'« appartenance ethnique » sont présentes sur le questionnaire d'admission du docteur Sébastien Machefaux, psychiatre au centre hospitalier Sainte-Anne. Le Collectif intersexes et allié.e.s et les militants et militantes intersexes participent à la marche,, continuant à exiger l’arrêt des interventions chirurgicales sur les enfants intersexes,,.
La marche du 19 octobre 2019 est renommée « ExisTransInter » pour visibiliser les revendications des personnes intersexes. Le trajet va de la place de la République à Pigalle,. Une première marche hors de Paris est organisée à Rennes le 5 octobre par le Collectif ExisTransInter Ouest.
En 2020 et 2021, les restrictions sanitaires empêchent le déroulement de la marche,,.
La marche 2021 est décalée au 14 mai 2022 et se déroule quelques jours après qu'un élève transgenre s’est donné la mort en se jetant du troisième étage de son lycée au Mans (Sarthe). Le changement de date a pour but de rendre la marche plus visible dans la communauté LGBT en la rapprochant de la Journée mondiale contre l'homophobie, la transphobie et la biphobie et de s’inscrire dans le calendrier électoral entre la présidentielle et les législatives. Plusieurs centaines de personnes participent. Le quinquennat qui s'achève a vu le vote d’une loi bioéthique qui ne garantit pas l’accès des personnes trans à la PMA et la conservation des gamètes, ni n’interdit les mutilations des enfants intersexes. Le mot d'ordre « on veut l’autonomie, pas la survie » insiste sur la dimension vitale des revendications qui sont portées. Giovanna Rincon interpelle Élisabeth Moreno : « Madame la ministre, où êtes-vous dans cette marche pour l’Égalité ? Les institutions ne sont pas avec nous ». Une marche est organisée le 15 octobre à Lille par le Collectif 106, le Réseau intersectionnel de soutien transféministe (RESIST) et le Centre LGBTQIF J'en suis j'y reste ; elle rassemble environ 200 manifestants.
La marche 2023 a lieu le 13 mai. Elle centre son action contre la loi Darmanin sur l'immigration ; le Collectif ExisTransInter est signataire des appels de la Campagne Antiracisme et Solidarité et du collectif Uni-es contre l'immigration jetable. Un cortège intersyndical est présent durant la marche[réf. nécessaire].
La marche du 12 octobre 2024 a lieu peu après la sortie du livre Transmania, de Marguerite Stern et Dora Moutot, et l'offensive anti-trans de sénateurs. Son mot d'ordre est « Face aux réactionnaires, riposte unitaire ! ».

### Dates et mots d'ordre
- 5 octobre 2002 : « Droit au respect, respect de nos droits »[6].
- 4 octobre 2003 : « Trans discriminé(e)s, trans assassiné(e)s ».
- 2 octobre 2004 : « Psychiatrisation des trans = transphobie ».
- 1er octobre 2005 : « Sida, trans' oubliéEs = trans contaminéEs ».
- 7 octobre 2006 : « Contre la psychiatrisation Résis'Trans ».
- 7 octobre 2007 : « 2007 : quelLe candidatE pour la cause trans ? ».
- 11 octobre 2008 : « Ni homme, ni femme, le binarisme nous rend malade ! ».
- 10 octobre 2009 : « Bachelot, encore du boulot avec et pour les trans et les intersexué-Es ! ».
- 23 octobre 2010 : « L'identité de genre nous appartient, notre liberté de choix ne se négocie pas ! ».
- 1er octobre 2011 : « Transphobie d'État : pathologisation, stérilisation, précarisation, expulsion ».
- 20 octobre 2012 : « Des papiers, si je veux, quand je veux ».
- 12 octobre 2013 : « Trans, intersexes : une loi, des droits ! ».
- 18 octobre 2014 : « Changement d'état-civil libre et gratuit : promesses non tenues, les trans et les intersexes sont dans la rue ! ».
- 17 octobre 2015 : « Papiers et droits pour les trans et les intersexes : le monde avance, la France recule ! ».
- 15 octobre 2016 : « Autodétermination, santé, droits : 20 ans que la France (nous) piétine ».
- 21 octobre 2017 : « Face aux oppressions d'État sociales, raciales et médicales : intersexes, trans, contre vos violences ! ».
- 13 octobre 2018 : « La France expulse, mutile et précarise les personnes trans et intersexes ! ».
- 19 octobre 2019 : « Inters, migrant·e·s, trans : mutilé·e·s, expulsé·e·s, assassiné·e·s ! ».
- 17 octobre 2020 : « La république nous préfère mort·es ! ».
- 14 mai 2022 : « On vise l'autonomie, pas la survie ! »[74],[75].
- 13 mai 2023 : « mobilisé-es contre la loi Darmanin ».
- 12 octobre 2024 : « Face aux réactionnaires, riposte unitaire ! »[73]